# Ducheng jisheng
Das Buch Ducheng jisheng (chinesisch 都城紀勝 / 都城纪胜, Pinyin Dūchéng jìshèng – „Attraktionen der Hauptstadt (Hangzhou)“) wurde unter dem Pseudonym Guanpu Naideweng verfasst. Vom Leben des tatsächlichen Verfassers ist nichts Näheres bekannt, lediglich sein Familienname Zhao. Eine englische Übersetzung seines Pseudonyms lautet: „the old gentleman of the water garden who achieved success through forebearance“. 
Das Werk umfasst einen Band. Es stammt aus dem Jahr 1235. Es gibt auch eine abgekürzte Ausgabe, sie ist unter dem Namen Gu Hang mengyou lu erschienen. Es gibt viele alte Drucke, darunter der in der Sammlung Zhubuzuzhai congshu. Eine neuere Version ist im Verlag Guji wenxue chubanshe erschienen, wo sich dieses Werk im Anhang zum Dongjing meng Hua lu befindet.

## Inhalt
Das Werk ist unterteilt in 14 Kapitel. Es berichtet über Geschäftsstraßen, Läden, Handelsgüter und Gemischtwaren, Getränke und Speisen sowie Vergnügungen aus der Hauptstadt Lin’an (heute Hangzhou) der Südlichen Song-Dynastie. Es liefert Material für die Erforschung der Ess- und Trinkgewohnheiten der Zeit der Südlichen Song-Dynastie kurz vor der Mongolen-Invasion.

### Inhaltsübersicht
1. Märkte
2. Berufe und Gewerbe
3. Schenken
4. Restaurants
5. Teehäuser
6. Vier Ämter und sechs Büros für Bankette und Festlichkeiten
7. Vergnügungsviertel, Bordelle, Gesang und Schauspiel
8. Festtage und Gesellschaften
9. Gärten und Parks
10. Boote
11. Läden und Boutiquen
12. Wohngegenden
13. Müßiggänger
14. Kultstätten der drei Religionen[4]